# 33-тя ракетна армія (РФ)
33-тя гвардійська ракетна Бериславська-Хінганська двічі Червонопрапорна, ордена Суворова армія (в/ч 43189) — оперативне об'єднання в складі Ракетних військ стратегічного призначення Росії, штаб — місто Омськ.

## Історія
У 1992 році, після розпаду СРСР, 33-тя ракетна армія перейшла під юрисдикцію Росії.

## Командири
- 6 січня 1989 — 20 травня 1993 — гвардії генерал-лейтенант Мороз Віталій Васильович
- 20 травня 1993 — 14 серпня 1995 — генерал-лейтенант Касьянов Олексій Олександрович
- 14 серпня 1995 — 14 травня 2002 — гвардії генерал-лейтенант Конарев Олександр Лаврентійович
- 14 травня 2002 — 16 червня 2006 — гвардії генерал-лейтенант Швайченко Андрій Анатолійович
- 16 червня 2006–2010 — гвардії генерал-лейтенант Привалов Геннадій Миколайович
- З 2010 — гвардії генерал-лейтенант Пономаренко Олександр Григорович
- З 9 березня 2017 року — гвардії генерал майор Афонін Ігор Сергійович

## Склад

### 1993
- 39-та гвардійська ракетна дивізія (Пашино, Новосибірська область)
- 41-ша гвардійська Львівсько-Берлінська орденів Кутузова та Богдана Хмельницького II ступеня ракетна дивізія (Алейськ) — розформована в 2001 році[1]
- 57-ма ракетна дивізія (Жангізтобе) — розформована у 1995 році[2]
- 62-га ракетна дивізія (Ужур, Красноярський край)
- 35-та ракетна дивізія (Барнаул, Алтайський край)
- 38-ма ракетна дивізія (Державінськ) — розформована в 1996 році.

### 2002
- 39-та гвардійська ракетна дивізія (Пашино, Новосибірська область)
- 62-га ракетна дивізія (Ужур, Красноярський край)
- 35-та ракетна дивізія (Барнаул, Алтайський край)
- 23-тя гвардійська ракетна Орловсько-Берлінська ордена Леніна, Червонопрапорна дивізія (Канськ-15) — розформована в 2007 році
- 29-та гвардійська ракетна дивізія

### 2015
- 29-та гвардійська ракетна Вітебська ордена Леніна, Червонопрапорна дивізія (Іркутськ)
- 35-та ракетна Червонопрапорна, орденів Кутузова та Олександра Невського дивізія (Сибірський (Барнаул))
- 39-та гвардійська ракетна Глухівська ордена Леніна, Червонопрапорна, орденів Суворова, Кутузова і Богдана Хмельницького дивізія (Гвардійський (Новосибірськ-95))
- 62-га ракетна Ужурська Червонопрапорна дивізія імені 60-річчя СРСР (Сонячний (Ужур-4))

## Озброєння
На озброєнні ракетної армії у ракетних дивізіях стоять ракетні комплекси Р-36М2 (в Ужурі), РТ-2ПМ «Тополя», РС-24 (в Новосибірську, Іркутську), РС-26 (в Іркутську).